# Céline Stettler
Céline Stettler, född den 28 mars 2001, är en schweizisk innebandysspelare som spelar för svenska Pixbo IBK och schweiziska damlandslaget.
Céline Stettler har med det schweiziska landslaget tagit ett brons i World Games år 2025 och brons i VM 2021.